# 낙영산
낙영산(落影山)은 대한민국 충청북도 괴산군에 있는 한국의 화강암 산이다. 삼국시대에 쌓은 것으로 알려진 도명산성이 있는데 자연석으로 쌓은 이 성은 대부분 무너져 있는 상태이다.

## 유래
낙영산의 뜻은 산의 그림자가 비추다 혹은 그림자가 떨어지다라는 뜻으로 신라 진평왕때 당고조가 세수하려고 물을 받아 들여다보니 아름다운 산의 모습이 비쳐 이상하게 여겨 신하를 불러 그림을 그리게 한 후, 이산을 찾도록 했으나 나라 안에서는 찾지 못했는데 어느 날 동자승이 나타나 이산은 동방 신라국에 있다고 알려줘 신라에 사신을 보내 찾아 보았으나 신라에서도 찾지 못해 걱정하던 중 한 도승이 나타나 위치를 알려줘 그 산을 찾아 산의 이름을 낙영산이라고 이름지었다고 전해진다.

## 지질
낙영산은 속리산 북부에 넓게 분포하는 중생대 백악기 흑운모 화강암으로 구성된다. 이 화강암은 대야산, 희양산을 거쳐 문경새재 지역으로 이어진다.

## 같이 보기
- 한국의 산
- 괴산군의 지질
- 한국의 화강암